# Le Bœuf sur le toit
Pour les articles homonymes, voir Le Bœuf sur le toit (homonymie).
Le Bœuf sur le toit est une salle de music-hall associée à un restaurant du 8e arrondissement de Paris, qui a pris la suite d’un célèbre cabaret inauguré le 10 janvier 1922 par l’Ardennais Louis Moysés. Le Bœuf sur le toit fut notamment le lieu de rendez-vous de Jean Cocteau et de l’intelligentsia parisienne de l’entre-deux-guerres.

## Origine

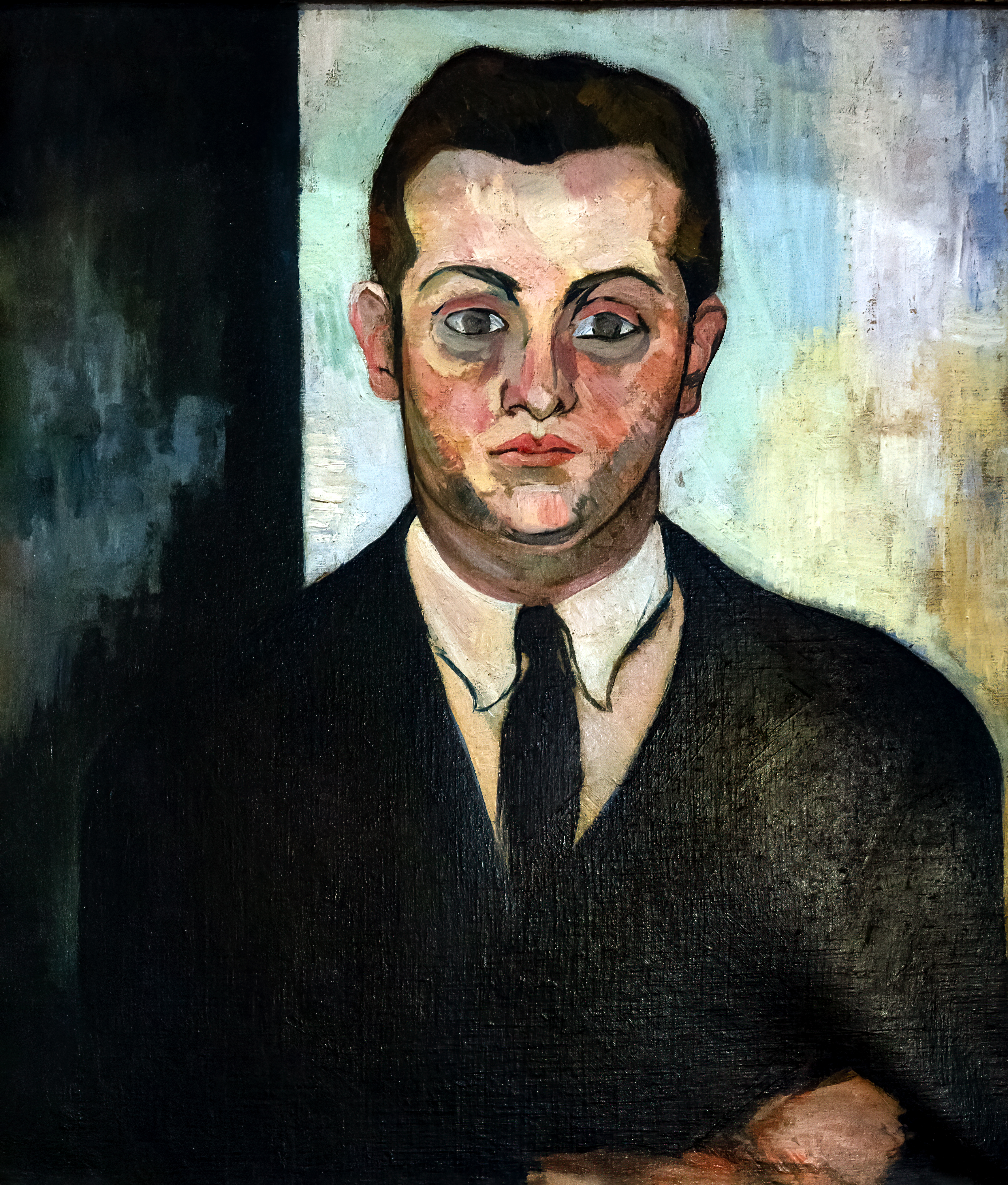
Louis Moysés par Suzanne Valadon.

En 1919, à son retour du Brésil, où il avait été impressionné par le folklore et une chanson populaire de l’époque, O Boi no Telhado en français : « le bœuf sur le toit », le compositeur Darius Milhaud avait formé à Montmartre, avec ses amis compositeurs, un groupe appelé ultérieurement « Les Six ». Il proposa cette mélodie à Jean Cocteau, principal animateur du groupe, pour le projet de ballet-concert que celui-ci conçut de réaliser avec ces amis pour prolonger le succès de Parade. Le ballet adopta le titre Le Bœuf sur le toit, soit la traduction littérale du nom de la chanson brésilienne. À partir de février 1921, on put souvent entendre Milhaud en interpréter, en compagnie de Georges Auric et d’Arthur Rubinstein, une version à six mains à La Gaya, un bar situé au 17, rue Duphot appartenant à Louis Moyses. La présence de Cocteau et de son cercle rendit La Gaya très populaire et, lorsque Moyses transféra, en décembre 1921, son bar au 28, rue Boissy-d'Anglas, il le renomma Le Bœuf sur le toit, sans doute pour s’assurer que Milhaud, Cocteau et leurs amis l’y suivraient,, ce qu’ils firent. Le Bœuf était né. Au fil du temps, cet établissement est devenu une telle icône culturelle que la croyance commune à Paris fut que Milhaud avait nommé son ballet-comédie d’après le bar alors que c’est l'inverse.

## Historique
Le Bœuf sur le toit connut, dès son ouverture, un succès immédiat, pour devenir rapidement le centre de la société de cabarets de Paris sur laquelle il régna tout au long des années vingt,. À la soirée d’ouverture, le pianiste Jean Wiéner, que Moyses avait amené avec lui de La Gaya, jouait des airs de Gershwin, accompagné au tambour par Cocteau et Milhaud. Selon Maurice Sachs, le public présent à la soirée d’ouverture comprenait Picasso, Diaghilev, René Clair et Maurice Chevalier.
Le Bœuf sur le toit rassemblait des artistes en tous genres, curieux de découvrir du jazz tel que joué aux États-Unis. Le pianiste Eugene McCown, fraîchement débarqué de son Missouri natal, fit beaucoup dans les premiers mois de l'établissement pour familiariser le public parisien avec le fox-trot, le kentucky ou le blues de son pays. L’œuvre dadaïste désormais célèbre de Picabia L’Œil cacodylate trônait sur le mur dominant sur la scène, mais Le Bœuf sur le toit se consacrait principalement à la musique et on pouvait y entendre Eugene McCown jouer du jazz, Jean Wiéner jouer Bach, le pianiste virtuose Clément Doucet jouer Cole Porter ou Marianne Oswald interpréter les chansons de Kurt Weill. On y rencontrait Stravinsky, Francis Poulenc ou Erik Satie. Parmi les invités fréquents figuraient également le jeune compositeur américain Virgil Thomson et d’autres musiciens classiques du groupe des Six,,,.
En 1928, le propriétaire Louis Moyses fut obligé de déménager vers un nouvel emplacement, et Le Bœuf sur le toit a déménagé à plusieurs reprises depuis sa création, toujours dans le même quartier :
- 28, rue Boissy-d'Anglas (1922), dans un immeuble du XVIIIe siècle ;
- 21, rue Boissy-d’Anglas (1927) ;
- 28, rue Boissy-d’Anglas (1927) ;
- 33, rue Boissy-d’Anglas (1928) ;
- 26, rue de Penthièvre (1928)[3] ;
- 43, bis de l’avenue Pierre-Ier-de-Serbie (1936) ;
- 34, rue du Colisée (1941), où il se trouve toujours actuellement.

Maurice Sachs évoque Le Bœuf sur le toit dans nombre de ses écrits, notamment dans Au temps du Bœuf sur le toit, paru en 1939 aux éditions de La Nouvelle Revue critique. Les nombreuses délocalisations se sont avérées ruineuses pour l’esprit effervescent du cabaret d’origine. Cependant, Le Bœuf sur le toit existe toujours aujourd’hui comme salle de music-hall associée à un restaurant huppé,,.

## La nuit de Cristal
En 1938, les propagandistes nazis réagirent furieusement à l'assassinat du diplomate allemand Ernst vom Rath par Herschel Grynszpan, un jeune Juif, assassinat qui fut utilisé comme prétexte pour déclencher la nuit de Cristal. Mais selon l'historien Hans-Jürgen Döscher, l'assassinat n'était pas politiquement motivé, comme on le croit communément, mais le résultat d'une relation homosexuelle ayant mal tourné : Grynszpan et vom Rath étaient devenus intimes après s'être rencontrés au Bœuf sur le toit qui était à l'époque un lieu de rencontre d’homosexuels de la haute société,.

## «Faire un bœuf»
Comme Paris était avant tout la ville du jazz, les musiciens de jazz des autres clubs de Paris se présentaient après leurs heures au Bœuf sur le toit pour jouer jusqu’à tard dans la nuit. De là vient l’expression « faire un bœuf » pour désigner une rencontre informelle entre musiciens qui jouent leur répertoire de manière décontractée.

## Habitués
Le Bœuf sur le toit a été, depuis son ouverture, l’épicentre du Paris des années folles. Il a toujours été fréquenté par « le Tout-Paris ». Parmi les clients et artistes célèbres susceptibles d’être vus au Bœuf sur le toit, on compte : Louis Aragon ; Georges Auric ; Marcel Aymé ; Joséphine Baker ; Jane Bathori ; Tristan Bernard ; Paul Bourget ; Constantin Brâncuși ; Georges Braque ; André Breton ; Albert Camus ; Agnès Capri ; Georges Carpentier ; Blaise Cendrars ; Coco Chanel ; Charlie Chaplin ; Maurice Chevalier ; René Clair ; Paul Claudel ; Jean Cocteau ; Henri Collet ; André Derain ; Claude Delvincourt ; Serge de Diaghilev ; Christian Dior ; Jean Dorville ; Clément Doucet ; Victoire Doutreleau ; Louis Durey ; Léon-Paul Fargue ; André Gide ; Youra Guller ; Ernest Hemingway ; Arthur Honegger ; Max Jacob ; Marcel Jouhandeau ; Karl Lagerfeld ; Marie Laurencin ; Colette Marchand ; Darius Milhaud ; Paul Morand ; Ivan Mosjoukine; Mistinguett ; Marianne Oswald ; Francis Picabia ; Pablo Picasso ; Francis Poulenc ; Jacques Prévert ; Yvonne George ; Jane Stick ; Jean Sablon ; Dora Stroëva ; Yvonne Printemps ; Raymond Radiguet ; Maurice Ravel ; Pierre Reverdy ; Alfonso Reyes ; Arthur Rubinstein ; Yves Saint Laurent ; Erik Satie ; Catherine Sauvage ; Igor Stravinsky ; Germaine Tailleferre ; Virgil Thomson,,, ; Charles Trenet ; Tristan Tzara ; José Berghmans ; Jean Wiéner,,, ; François Mitterrand .

## Galerie

Quelques vues sur Le Bœuf sur le toit, rue du Colisée
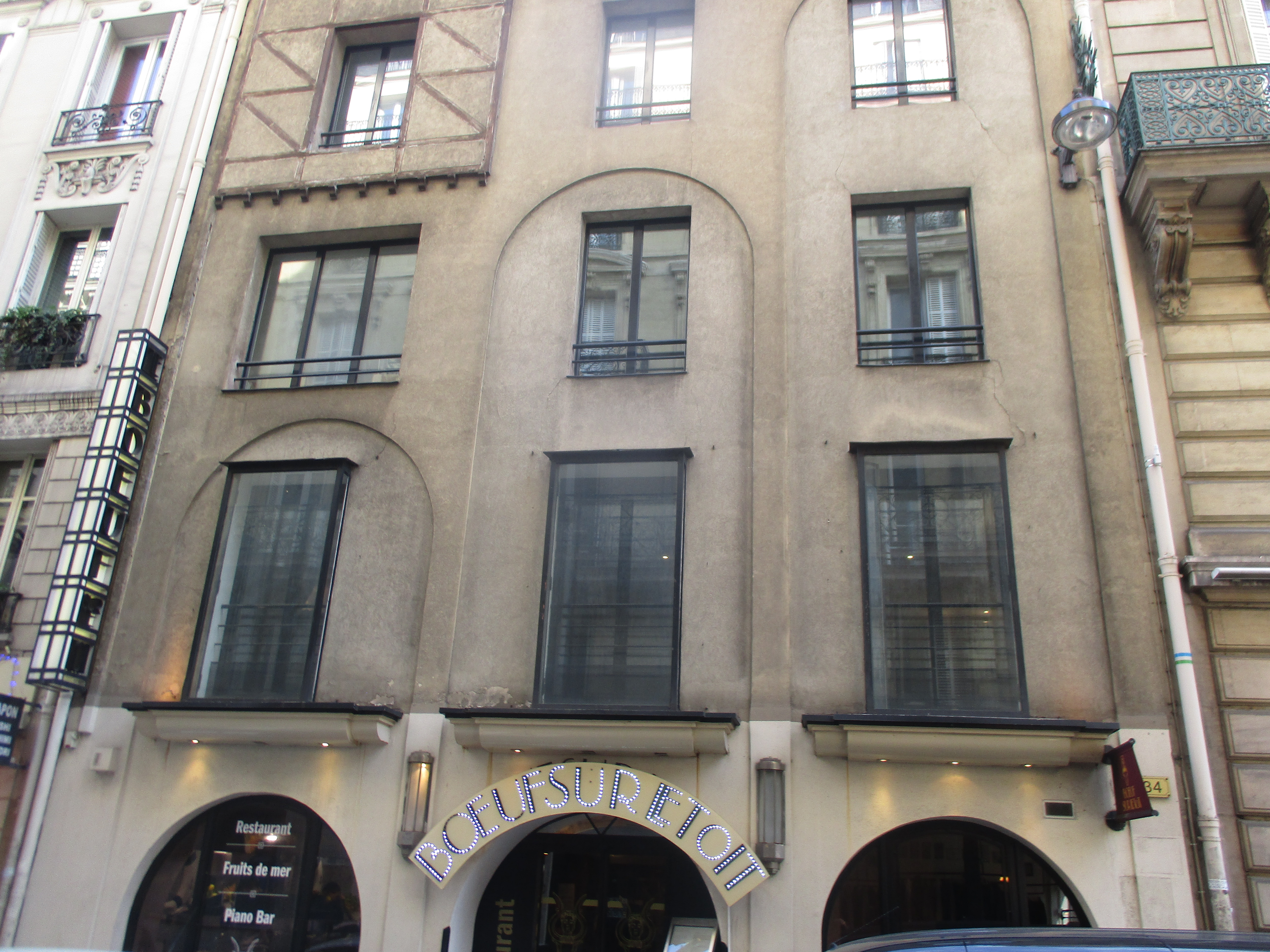
Façade de l'immeuble (2017).
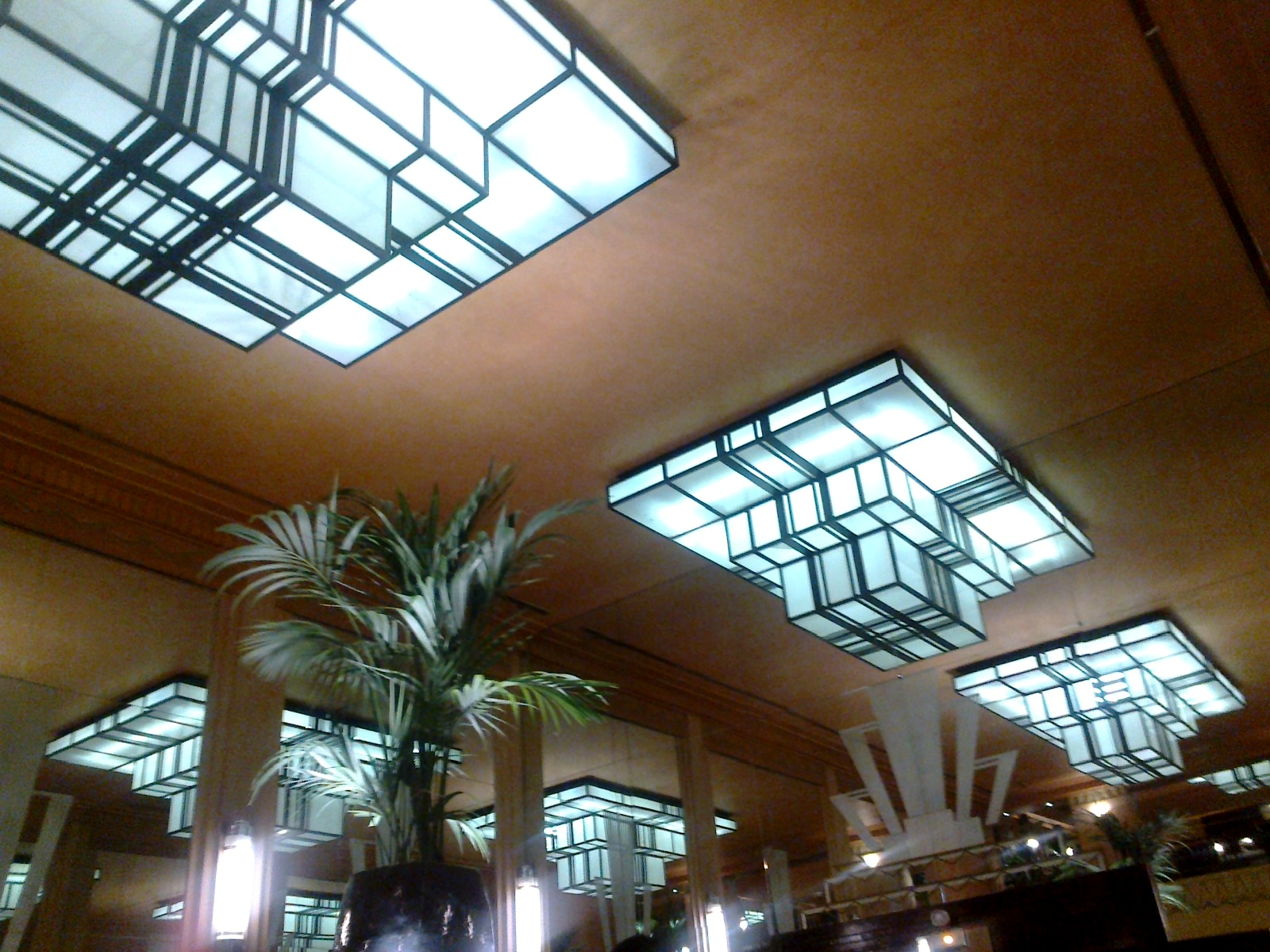
Plafond de la salle (2012).
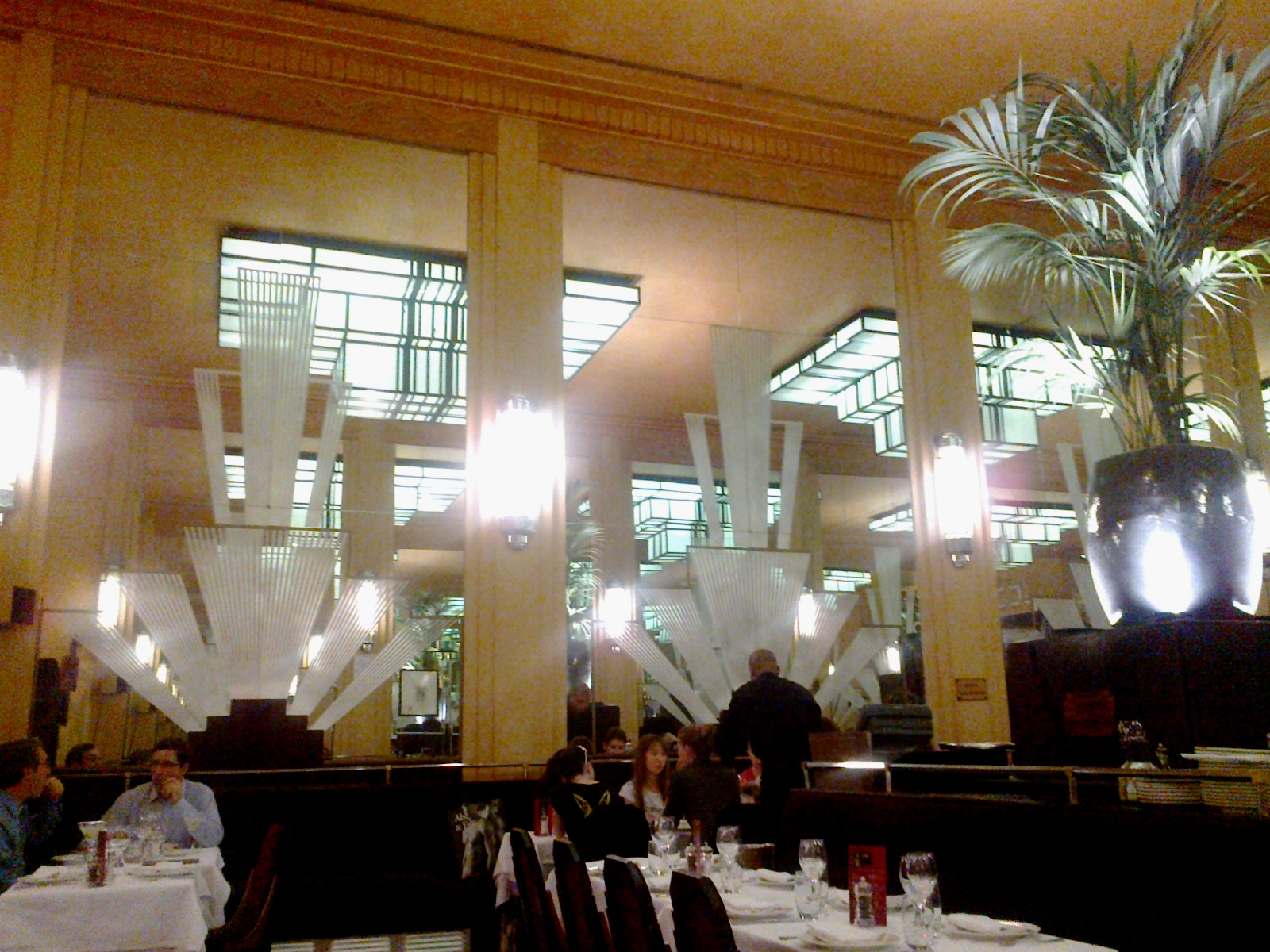
Salle de restaurant et miroirs muraux (2012).